# Hectopsylla cypha
Hectopsylla cypha är en loppart som beskrevs av Jordan 1942. Hectopsylla cypha ingår i släktet Hectopsylla och familjen Tungidae. Inga underarter finns listade i Catalogue of Life.